# Menards
Menards ist ein US-amerikanisches Unternehmen mit Firmensitz in Eau Claire, Wisconsin. Das Unternehmen ist im Einzelhandel tätig und wurde 1962 gegründet. Über 10.000 Mitarbeiter (Stand: 2020) sind im Unternehmen tätig. Menards hat rund 285 Geschäfte in 14 US-amerikanischen Bundesstaaten (Stand: 2020): Illinois, Indiana, Iowa, Kansas, Kentucky, Michigan, Minnesota, Missouri, Nebraska, North Dakota, Ohio, South Dakota, Wisconsin und Wyoming.
Der Gründer John Menard, Jr. ist über sein Unternehmen als Sponsor für Autorennen und -teams in den Vereinigten Staaten engagiert und finanziert die Rennfahrer-Karriere seines Sohnes Paul Menard.